# Patrick Schröder (Neonazi)
Patrick Schröder (* 1982 oder 1983) ist ein deutscher neonazistischer Aktivist, Rechtsrock-Konzert-Veranstalter, Neonazi-Merchandise-Unternehmer sowie Politiker der rechtsextremen Partei Die Heimat, die bis Juni 2023 als Nationaldemokratische Partei Deutschlands (NPD) bekannt war. Seit Mitte 2022 ist er einer der beiden stellvertretenden Landesvorsitzenden dieser Partei in Bayern.

## Leben
Schröder trat 2002 in eine freie Kameradschaft und 2004 in die NPD ein. Dort war er u. a. Kreisvorsitzender in Weiden/Oberpfalz-Tirschenreuth und Mitglied des Landesvorstands Bayern. Er gründete die inaktive Kameradschaft „Widerstand Weiden“. Mindestens seit 2008 ist er in Mantel wohnhaft. Im selben Jahr absolvierte er ein Praktikum in der NPD-Fraktion Mecklenburg-Vorpommern unter Udo Pastörs.
Bei den Landtagswahlen in Bayern 2008 und 2013 kandidierte Schröder für die NPD im Stimmkreis Weiden, bei der Bundestagswahl 2009 im Wahlkreis Traunstein und bei der Bundestagswahl 2013 im Wahlkreis Weiden. Sämtliche Kandidaturen verliefen erfolglos.
2009 gründete Schröder das rechte Modelabel „Ansgar Aryan“, weshalb er immer wieder in den Verfassungsschutzberichten Bayern erwähnt wird. Im Jahr 2011 trat er beim Rechtsrock-Konzert „Rock für Deutschland“ vor knapp 1200 Personen als Redner auf. Im selben Jahr gründete er das rechtsextreme Medienportal FSN („Frei-Sozial-National“). Unter dieser Marke betrieb er auch das Vertriebsnetzwerk „FSN Shop“ und den Internetradiosender „FSN Radio“.
Obwohl er der Kameradschaftsszene zugehörig ist, hatte Schröder Probleme mit der 2014 verbotenen Organisation Freies Netz Süd. Dort seien viele organisiert, denen es vor allem darum gehe, „so nazimäßig wie möglich rüberzukommen“. Bei einer Demonstration „Nationalsozialismus jetzt!“ zu brüllen, sei nicht sein Stil, sagte er der Süddeutschen Zeitung.
Das Amtsgericht Weiden verurteilte Schröder 2014 zu einer Geldstrafe, weil er in einer Sendung seines Internet-Streams FSN TV den verbotenen Hitlergruß gezeigt hatte.
Mitte 2022 wurden Schröder und Axel Michaelis zu stellvertretenden Landesvorsitzenden der NPD in Bayern gewählt.